# Estação Santa Rita
A Estação Santa Rita é uma das estações do Sistema de Trens Urbanos de João Pessoa, situada em Santa Rita, ao lado da Estação Várzea Nova. É uma das estações terminais do sistema.
Foi inaugurada em 7 de setembro de 1883. Localiza-se na Rua Senador José Américo de Almeida. Atende o Bairro dos Populares.